# Chen Xu
Chen Xu (chiń. 陈旭; ur. 25 marca 1991 w Pekinie) – reprezentantka Chin w snowboardzie. Nie startowała na igrzyskach olimpijskich. Jej najlepszym wynikiem na mistrzostwach świata było 5. miejsce w halfpipe’ie na mistrzostwach świata w Arosa. Najlepsze wyniki w Pucharze Świata osiągnęła w sezonie 2007/2008, kiedy to zajęła 24. miejsce w klasyfikacji generalnej, a w klasyfikacji halfpipe’a była czwarta.

## Sukcesy

### Mistrzostwa Świata
| Miejsce | Dzień       | Rok  | Miejscowość | Konkurencja | Zwycięzca     |
| ------- | ----------- | ---- | ----------- | ----------- | ------------- |
| 5.      | 20 stycznia | 2007 | Arosa       | Halfpipe    | Manuela Pesko |
| 30.     | 23 stycznia | 2009 | Kangwŏn     | Halfpipe    | Liu Jiayu     |

### Puchar Świata

#### Miejsca w klasyfikacji generalnej
- 2005/2006 – 155.
- 2007/2008 – 24.
- 2008/2009 – 99.
- 2009/2010 – 29.

#### Miejsca na podium
1. Saas-Fee – 2 listopada 2007 (halfpipe) – 2. miejsce
2. Calgary – 29 lutego 2008 (halfpipe) – 2. miejsce
3. Kreischberg – 7 stycznia 2010 (halfpipe) – 3. miejsce
4. Stoneham – 22 stycznia 2010 (halfpipe) – 3. miejsce